# Johannes Kiep

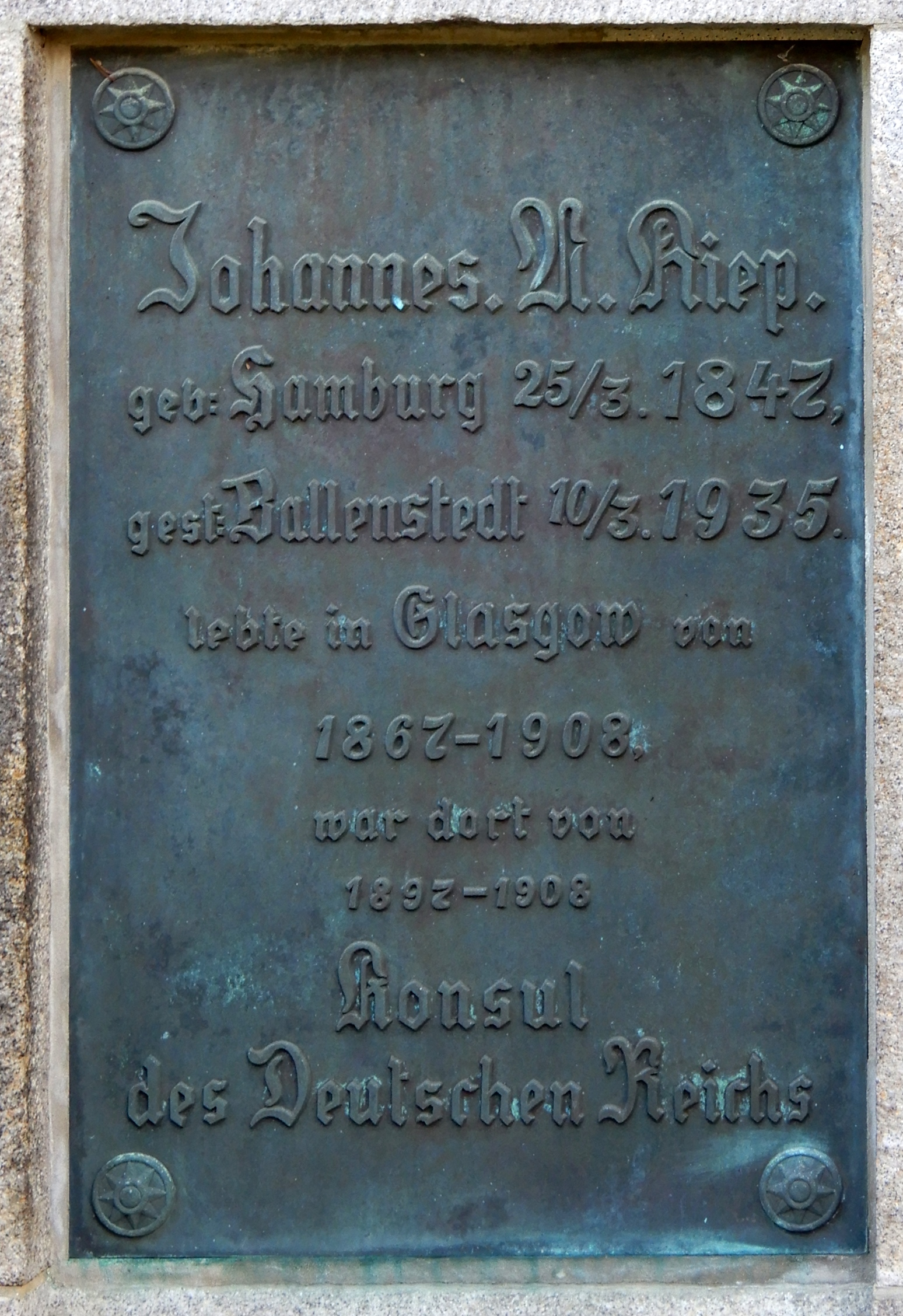
Inschrift am Familiengrab in Ballenstedt

Johann Nikolaus genannt Johannes Kiep (* 25. März 1847 in Hamburg; † 10. März 1935 in Ballenstedt, Anhalt) war ein deutsch-britischer Kaufmann und Konsul.

## Leben
Kiep war der Sohn des Hamburger Kaufmanns und Gewürzgroßhändlers Nicolaus Kiep (1809–1899) und der Catherine Witt. Nach einer kaufmännischen Lehre bei einem Hamburger Drogisten oder Farbengeschäft folgte er seinem Bruder Karl nach Glasgow und stieg 1867 in dessen Kommissionsgeschäft ein. Als Freiwilliger diente er 1870/71 im Deutsch-Französischen Krieg. Nach Glasgow zurückgekehrt wurde er Teilhaber des Geschäfts seines Bruders – nun Carl Kiep & Brother genannt. 1873 nahm er die britische Staatsangehörigkeit an. Ab 1891 war er leitender Teilhaber mit überwiegendem Anteil. Als Holzimporteur (Bauholz vorwiegend aus Skandinavien und Russland) wurde er zu einem der profiliertesten deutschen Unternehmer in Glasgow.
Er heiratete Charlotte Rottenburg (1858–1939), Tochter des Kaufmanns Franz Napoleon von Rottenburg, Schwester des Reichskanzleichefs Franz Johannes von Rottenburg und Pflegetochter des Glasgower Chemikalienhändlers Louis Leisler. Das Paar hatte eine Tochter und vier Söhne, darunter der Unternehmer Louis Leisler Kiep sowie der Diplomat und Widerstandskämpfer Otto Kiep. Die Kinder wurden in einem deutschnationalen Geist erzogen.
Von 1894 bis 1908 war er Honorarkonsul des Deutschen Reiches für Glasgow und Westschottland. Er stiftete 1906 – anlässlich der Silberhochzeit des deutschen Kaiserpaares – 5000 Pfund bzw. 100.000 Mark für den Bau einer deutschen Kirche in Glasgow. 1908 zog er sich aus dem Geschäft zurück, das er an seinen Neffen Roland Kiep übergab. Nach einem Aufenthalt in Berlin kaufte Johannes Kiep ein Haus in der anhaltischen Kleinstadt Ballenstedt, wo er bis zu seinem Tod lebte. Auf dem dortigen Friedhof befindet sich auch das Familiengrab.

## Veröffentlichungen
- Deutschland vor dreißig Jahren und heute – Vortrag, gehalten in der Edinburgh German Society am 6. März 1903, Edinburgh 1903.